# Oxelösund (đô thị)
Đô thị Oxelösund (tiếng Thụy Điển: Oxelösund kommun) là một đô thị ở hạt Södermanland của Thụy Điển. Thủ phủ là thị xã Oxelösund. Dân số thời điểm 31 tháng 12 năm 2000 là 10866 người.